# Alenka Bartl Prevoršek
Alenka Bartl-Prevoršek, slovenska kostumografka, * 15. marec 1930, Ljubljana, † marec 2018.

## Življenje in delo
Alenka Bartl je ena najvidnejših slovenskih kostumografk. Diplomirala je 1953 na beograjski Akademiji za uporabne umetnosti. Po končanem študiju je najprej poučevala na Šoli za oblikovanje v Ljubljani, na Akademiji za gledališče, radio, film in televizijo v Ljubljani ter honorarno na Akademiji za likovno umetnost in oblikovanje v Ljubljani. Deluje v okviru gledališč, televizije, sodeluje s SNG Opera in balet, SLG Celje, itd. V oblikovanju kostuma je prešla razvoj od realizma do stilizacije, kar se izraža tudi v barvi in materialu.

## Nagrade
Leta 1972 je soprejela nagrado Prešernovega sklada »za kostumografsko delo«.
Za svoje delo je leta 1989 prejela Prešernovo nagrado.